# Zazîmea, Brovarî
Zazîmea (în ucraineană Зазим`я) este o comună în raionul Brovarî, regiunea Kiev, Ucraina, formată numai din satul de reședință.

## Demografie
Componența lingvistică a comunei Zazîmea
     Ucraineană (95,72%)
     Rusă (3,96%)
     Alte limbi (0,09%)
Conform recensământului din 2001, majoritatea populației comunei Zazîmea era vorbitoare de ucraineană (95,72%), existând în minoritate și vorbitori de rusă (3,96%).